# Sudburyit
Sudburyit ist ein selten vorkommendes Mineral aus der Mineralklasse der „Sulfide und Sulfosalze“ mit der idealisierten chemischen Zusammensetzung PdSb und damit chemisch gesehen Palladiumantimonid. Als enge Verwandte der Sulfide werden die Antimonide in dieselbe Klasse eingeordnet.
Sudburyit kristallisiert im hexagonalen Kristallsystem, konnte bisher jedoch nur in Form von mikrokristallinen Einschlüssen bis etwa 100 µm Größe in Cobaltit oder Maucherit gefunden werden. Das Mineral ist in jeder Form undurchsichtig (opak). Unter dem Auflichtmikroskop erscheint es auf polierten Flächen weiß mit einem Stich ins Gelbe in metallischem Glanz.

## Etymologie und Geschichte
Erstmals entdeckt wurde das Mineral zwar in der Frood Mine bei Greater Sudbury (ehemals McKim Township) im Sudbury District der kanadischen Provinz Ontario, allerdings war das dort entdeckte Mineralkorn zu klein für eine vollständige Charakterisierung. In der nahe gelegenen Copper Cliff South Mine beim Snider Township konnten weitere Proben des Minerals mit zahlreichen und größeren Körnern entdeckt werden, die eine vollständige Charakterisierung der neu entdeckten Mineralart ermöglichte. Entsprechend gilt diese Mine auch als Typlokalität von Sudburyit.
Die Analyse und Erstbeschreibung erfolgte durch Louis Jean Cabri (* 1934) und Joseph Hector Gilles Laflamme, die das Mineral allerdings nach seinem ersten Fundort benannten. Ihre Untersuchungsergebnisse und den gewählten Namen reichten sie 1973 zur Prüfung bei der International Mineralogical Association (interne Eingangs-Nr. der IMA 1973-048) ein, die den Sudburyit als eigenständige Mineralart anerkannte. Die Publikation der Erstbeschreibung folgte im Jahr darauf im Fachmagazin The Canadian Mineralogist.
Das Typmaterial des Minerals wird in der Mineralogischen Sammlung des Royal Ontario Museums in Toronto unter der Katalog-Nr. M32841 aufbewahrt.

## Klassifikation
In der veralteten 8. Auflage der Mineralsystematik nach Strunz ist Sudburyit noch nicht verzeichnet. Einzig im Lapis-Mineralienverzeichnis nach Stefan Weiß, das sich aus Rücksicht auf private Sammler und institutionelle Sammlungen noch nach dieser alten Form der Systematik von Karl Hugo Strunz richtet, erhielt das Mineral die System- und Mineral-Nr. II/C.20-90. In der „Lapis-Systematik“ entspricht dies der Abteilung „Sulfide mit [dem Stoffmengenverhältnis] Metall : S,Se,Te ≈ 1 : 1“, wo Sudburyit zusammen mit Breithauptit, Freboldit, Hexatestibiopanickelit, Kotulskit, Langisit, Nickelin, Sederholmit, Sorosit, Stumpflit und Vavřínit sowie im Anhang mit Cherepanovit, Polarit, Ruthenarsenit, Sobolevskit und Wassonit die „Nickelin-Gruppe“ bildet (Stand 2018).
Die seit 2001 gültige und von der IMA zuletzt 2009 aktualisierte 9. Auflage der Strunz’schen Mineralsystematik ordnet den Sudburyit ebenfalls in die Abteilung der „Metallsulfide, M : S = 1 : 1 (und ähnliche)“ ein. Diese ist allerdings weiter unterteilt nach den in der Verbindung vorherrschenden Metallen, so dass das Mineral entsprechend seiner Zusammensetzung in der Unterabteilung „mit Nickel (Ni), Eisen (Fe), Cobalt (Co) usw.“ zu finden ist, wo es zusammen mit Achávalit, Breithauptit, Hexatestibiopanickelit, Jaipurit, Kotulskit, Langisit, Nickelin, Freboldit, Sederholmit, Sobolevskit, Stumpflit, Vavřínit und Zlatogorit die „Nickelingruppe“ mit der System-Nr. 2.CC.05 bildet.
Auch die vorwiegend im englischen Sprachraum gebräuchliche Systematik der Minerale nach Dana ordnet den Sudburyit in die Klasse der „Sulfide und Sulfosalze“ und dort in die Abteilung der „Sulfidminerale“ ein. Hier ist er in der „Nickelingruppe (Hexagonal: P63/mmc)“ mit der System-Nr. 02.08.11 innerhalb der Unterabteilung der „Sulfide – einschließlich Seleniden und Telluriden – mit der Zusammensetzung AmBnXp, mit (m+n) : p = 1 : 1“ zu finden.

## Chemismus
Der idealisierten chemischen Zusammensetzung von Sudburyit (PdSb) zufolge besteht das Mineral aus Palladium (Pd) und Antimon (Sb) mit dem Stoffmengenverhältnis von 1 : 1, was einem Massenanteil (Gewichts-%) von 46,64 Gew.-% Pd und 53,36 Gew.-% Sb entspricht.
Insgesamt 10 Mikrosondenanalysen am Typmaterial aus der Copper Cliff South Mine ergaben dagegen eine durchschnittliche Zusammensetzung von 29,2 bis 45,5 Gew.-% Pd und 45,3 bis 59,3 Gew.-% Sb sowie 0,48 bis 11,6 Gew.-% Nickel (Ni), das einen Teil des Palladiums vertritt, und als weitere Beimengungen 0,53 bis 5,4 Gew.-% Bismut (Bi), 0,07 bis 3,9 Gew.-% Tellur (Te) und 0,03 bis 2,04 Gew.-% Arsen (As). Dies korrespondiert mit der empirischen Formel (Pd,Ni)(Sb,Bi,As,Te), die zu PdSb idealisiert wurde.
Aufgrund des meist signifikanten Nickel-Anteils wird in verschiedenen Quellen auch die Mischformel (Pd,Ni)Sb abgegeben.

## Kristallstruktur
Sudburyit kristallisiert hexagonal in der Nickelarsenid-Struktur, das heißt, in der Raumgruppe P63/mmc (Raumgruppen-Nr. 194) mit den Gitterparametern a = 4,08 Å und c = 5,59 Å sowie zwei Formeleinheiten pro Elementarzelle.

## Bildung und Fundorte
An seiner Typlokalität, der Copper Cliff South Mine beim Snider Township, fand sich das Mineral in Form kleiner, oft langgestreckter Einschlüsse (etwa 18 × 100 μm oder weniger) in Cobaltit und Maucherit. Als weitere Begleitminerale traten hier Breithauptit, Chalkopyrit, Galenit, Michenerit, Nickelin, Pentlandit und Pyrrhotin auf.
Als seltene Mineralbildung konnte Sudburyit nur an wenigen Orten nachgewiesen werden, wobei bisher weltweit rund 50 Fundorte dokumentiert sind (Stand 2020). Außer an seiner Typlokalität und dem ersten Fundort, der Frood Mine bei Greater Sudbury, trat das Mineral in Kanada noch an weiteren Orten in der Provinz Ontario auf, wie in der bekannten Vermilion Mine im Denison Township, der Platin-Lagerstätte Marathon im Coldwell-Komplex und der Kupfer-Platinmetall-Lagerstätte Area 41 im Gebiet des Seeley Lake im Thunder Bay District. Des Weiteren fand sich Sudburyit noch bei einer Platinmetall-Prospektion am Bear Lake und in der Nickelgrube Thompson Mine bei den Moab-Setting Lakes im Thompson-Nickelgürtel in der Provinz Manitoba, in mehreren Gruben im Gebiet Nunavik in der Provinz Québec und der Kupfer-Nickel-Platinmetall-Lagerstätte Wellgreen bei Kluane im Whitehorse District im Territorium Yukon.
Der bisher einzige bekannte Fundort in Deutschland ist die Sulfid-Lagerstätte Sohlander Bergsegen bei Sohland an der Spree in Sachsen. In Österreich ist mit der ehemaligen Grube Gaiswand mit Sulfid-Erzen in Chloritschiefer am Haidbachgraben im Felbertal nahe Mittersill im Salzburger Land bisher nur ein Fundort bekannt.
Weitere Fundorte liegen unter anderem in Ägypten, Australien, Brasilien, China, Finnland, Frankreich, Indien, Norwegen, Russland, Schweden, Südafrika, Tansania und im US-Bundesstaat Pennsylvania.